# Orthogonia postmedealis
Orthogonia postmedealis är en fjärilsart som beskrevs av Embrik Strand 1921. Orthogonia postmedealis ingår i släktet Orthogonia och familjen nattflyn. Inga underarter finns listade i Catalogue of Life.